# Понтида
Понтѝда (на италиански: Pontida; на ломбардски: Puntida, Пунтида) е малкло градче и община в Северна Италия, провинция Бергамо, регион Ломбардия. Разположено е на 313 m надморска височина. Населението на общината е 3362 души (към 2017 г.).